# Мирошниченко, Сергей Елисеевич
Сергей Елисеевич Мирошниченко (1912—1957) — красноармеец Рабоче-крестьянской Красной Армии, участник Великой Отечественной войны, Герой Советского Союза (1945).

## Биография
Сергей Мирошниченко родился 12 октября 1912 года в посёлке Копейчана (ныне — Каменский район Черкасской области Украины). После окончания начальной школы работал в колхозе. В начале Великой Отечественной войны оказался в оккупации, воевал в составе партизанского отряда. После освобождения в ноябре 1943 года Мирошниченко был призван на службу в Рабоче-крестьянскую Красную Армию. С января 1944 года — на фронтах Великой Отечественной войны. В одном из боёв был контужен и взят в плен, где подвергался пыткам и должен был быть казнён, однако сумел сбежать, убив часового и доставив командованию важные сведения.
К марту 1944 года красноармеец Сергей Мирошниченко был разведчиком взвода пешей разведки 857-го стрелкового полка 294-й стрелковой дивизии 52-й армии 2-го Украинского фронта. Отличился во время освобождения Молдавской ССР. 20 марта 1944 года Мирошниченко переправился через Днестр в районе города Сороки и атаковал группу солдат и офицеров противника, уничтожив 15 из них и обратив в бегство остальных. В ночь с 27 на 28 марта Мирошниченко переправился через Прут и провёл разведку вражеских войск, был ранен, но сумел вернуться обратно. 2 апреля 1944 года в бою он вновь был тяжело ранен. После восьмимесячного лечения Мирошниченко был демобилизован по состоянию здоровья.
Указом Президиума Верховного Совета СССР от 24 марта 1945 года за «мужество, отвагу и героизм, проявленные в борьбе с немецкими захватчиками» красноармеец Сергей Мирошниченко был удостоен высокого звания Героя Советского Союза с вручением ордена Ленина и медали «Золотая Звезда» за номером 7322.
Проживал и работал в городе Смела Черкасской области. Скоропостижно скончался 24 мая 1957 года, похоронен в Смеле.
Был также награждён рядом медалей.
В честь Мирошниченко названа улица в его родном посёлке.